# LOVE ALBUM
『LOVE ALBUM』（ラヴ・アルバム）は、2000年9月20日に発売されたサニーデイ・サービス通算7作目のスタジオ・アルバム。

## 解説
サニーデイ・サービス解散前最後のスタジオ・アルバム。曽我部恵一は後に「この頃は、もうバンド間がバラバラだから何がしたいのか分からなかった。『LOVE ALBUM』は周りが作ってくれたみたいな感じだった。“3人で出来る事はもうないんじゃないか”っていうところで、じゃあ何をしようっていうのはあったけど。俺は『MUGEN』のあと正直何も感じてなかったですね、バンドに対して。振り返ると実は『24時』からそうなんだけどね。いまだと同じテンションで何十枚も作れるんだけど、この頃にはそれが出来なかった。この3人の関係性とか、お客さんの望むものとかも含めてすごい悩んでいて、『サニーデイ・サービス』はすごくいい形で作品になっていたし、聴く人との関係もすごくバランスが取れていたんだけど、その先はあまりうまくいかなくなっていった。当時は自分たちを大切に聴いてくれている人たちの事なんてまったく考えなかったですね」と振り返っている。
先行シングル「夜のメロディ / 恋は桃色」以降、共同プロデューサーに高野勲と杉浦英治を迎え、本格的に打ち込みを取り入れたサウンド・プロダクションを展開。その結果本作では半数以上が打ち込み曲となり、これまでにはなかった内容だったが、「打ち込みはやらない」というバンドの約束事を破ってしまったことになり、結果としてバンドの終焉を早める要因となってしまったと言われる。
この頃、ドラムの丸山晴茂はほとんどレコーディング・スタジオに顔を出さず、本作にあまり参加していない。そのため、生のドラムはほとんどサポートドラマーが叩いている。曽我部はこのアルバムのツアーでバンドの良い状態を取り戻せれば、と思っていたらしいが、彼自身がライブのリハーサルに来ないなど、良い方向に傾くことはなく、ツアー中に解散を発表。12月14日、新宿リキッドルームでのライブをもって一度、解散する。
「夜のメロディ」は後にベスト・アルバム『Best Sky』と2013年リリースの2枚組ベスト・アルバム『サニーデイ・サービス BEST 1995-2000』に、それぞれ収録された。また、本作収録曲の中から6曲がセレクトされた、杉浦によるリミックス・アルバム『PARTY LOVE ALBUM』が同年10月に限定発売された。

## パッケージ、アートワーク
初回盤はデジパック仕様。

## 収録曲
1. INTRO*  –  (2:38)[3]
2. 夜のメロディ  –  (4:38)[3]
3. 胸いっぱい  –  (4:02)[3]
4. 万華鏡  –  (4:29)[3]
5. 恋は桃色  –  (7:02)[3]
6. INTERLUDE*  –  (1:17)[3]
7. 魔法  –  (6:00)[3]
8. LET'S MAKE LOVE  –  (4:28)[3]
9. パレード  –  (8:55)[3]
10. うぐいすないてる  –  (5:05)[3]
11. 愛のシーン  –  (4:00)[3]
12. OUTRO*  –  (2:46)[3]
13. WILD WILD PARTY  –  (4:20)[3]

* Instrumental
ALL SONGS WRITTEN BY KEIICHI SOKABE
EXCEPT M-5 WRITTEN BY HARUOMI HOSONO

## クレジット
| SOUND : 曽我部恵一、田中貴、丸山晴茂、高野勲、杉浦英治、細野しんいち、三原重夫、平泉光司、武田俊久、矢野誠、四家卯大、マック清水、玉城亜弥、中村ジョー                    |
| RECORDING : 沖山俊、吉満宏之、伊藤優子、田中信義、浅野ちゃら、松林正志、柏井日向、湊雅行                                                                                  |
| MIXING : 北村秀治 (M-1,12)、高山徹 (M-2,9)、山口州治 (M-3)、植松豊 (M-4)、イリシットツボイ (M-5,8)、松林正志 (M-6,10)、上原キコウ (M-7)、吉満宏之 (M-11)、宮原弘貴 (M-13) |
| MASTERING : 北村秀治 |
| ART : 小田島等、松下佐紀子 |
| PHOTO : 住田芽衣 |
| A&R : 渡邊文武 |
| MANAGEMENT : 仲田裕美 |
| EXECUTIVE PRODUCER : 大蔵博 |
| PRODUCED BY 高野勲、杉浦英治、曽我部恵一 |

## リリース日一覧
| 地域 | リリース日    | レーベル                  | 規格 | カタログ番号          | 備考                   |
| ---- | ------------- | ------------------------- | ---- | --------------------- | ---------------------- |
| 日本 | 2000年9月20日 | Q&A COMMUNICATIONS ⁄ MIDI | CD   | MDCL-1393 (QA004C)    | 初回盤はデジパック仕様 |
| 日本 | 2000年9月20日 | Q&A COMMUNICATIONS ⁄ MIDI | LP×2 | CXLP-1028/29 (QA003R) | 完全生産限定盤         |